# سلطة لندن الكبرى
سلطة لندن الكبرى - GLA،
(بالإنجليزية: Greater London Authority)‏، تتحكم في مساحة 1579 كم²، (610 قدم مربع ميل ) من لندن الكبرى، إنجلترا، التي تغطي، 32 بلدة في لندن، ومدينة لندن.
أعضاء "سلطة لندن الكبرى"، هم العمدة، و 25 شخصا من هيئة لندن التشريعية، رئيس بلدية لندن الحالي، هو صادق خان.

## الغرض
تم إنشاء GLA لتحسين التنسيق بين أحياء لندن، ودور عمدة لندن، هو تمثيل لندن. ويقترح العمدة، السياسة، وميزانية GLA، ويقوم بتعيينات في هيئة النقل الإستراتيجية في العاصمة (هيئة النقل في لندن)، وهيئة التنمية الاقتصادية (وكالة لندن للتنمية).
أحد الأغراض الرئيسية لهيئة لندن التشريعية، هو محاسبة عمدة لندن. يجب على الهيئة أيضا قبول أو تعديل، ميزانية العمدة، بشكل سنوي.
يقع GLA في وسط المدينة، وهو مبنى جديد على الضفة الجنوبية لـ نهر التايمز، بجانب جسر البرج.